# كورنيليس ديويت ويلكوكس
كورنيليس ديويت ويلكوكس (بالإنجليزية: Cornelis DeWitt Willcox)‏ هو كاتب أمريكي، ولد في 1861، وتوفي في 1938.